# 圣于连德拉列格
圣于连德拉列格（法語：Saint-Julien-de-la-Liègue，法語發音：[sɛ̃ ʒyljɛ̃ də la ljɛɡ]）是法国厄尔省的一个市镇，属于莱桑德利区。 

## 地理
圣于连德拉列格（49°8'16"N, 1°17'39"E）面积4.67 平方千米，位于法国诺曼底大区厄尔省，该省份为法国北部内陆省份，北起滨海塞纳省，西接奧恩省和卡爾瓦多斯省，南至厄尔-卢瓦省，东临瓦兹省、瓦兹河谷省和伊夫林省。
与圣于连德拉列格接壤的市镇（或旧市镇、城区）包括：阿伊、勒瓦勒达泽、加永、圣欧班叙加永、克莱瓦莱德尔。

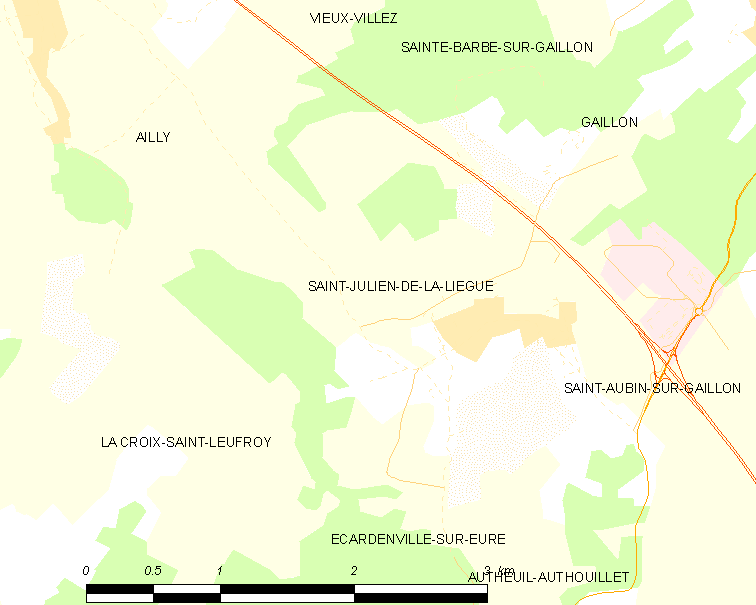
圣于连德拉列格的OSM定位图

圣于连德拉列格的时区为UTC+01:00、UTC+02:00（夏令时）。

## 行政
圣于连德拉列格的邮政编码为27600，INSEE市镇编码为27553。

## 政治
圣于连德拉列格所属的省级选区为加永县。

## 人口

1962-2008年间圣于连德拉列格人口变化图示

圣于连德拉列格于2022年1月1日时的人口数量为419人。